# Sampit H. Asan Airport
Sampit H. Asan Airport (indonesiska: Bandar Udara H. Asan) är en flygplats i Indonesien.   Den ligger i provinsen Kalimantan Tengah, i den västra delen av landet, 800 km nordost om huvudstaden Jakarta. Sampit H. Asan Airport ligger 6 meter över havet.
Terrängen runt Sampit H. Asan Airport är mycket platt. Runt Sampit H. Asan Airport är det ganska glesbefolkat, med 24 invånare per kvadratkilometer. Närmaste större samhälle är Sampit, 4,6 km sydväst om Sampit H. Asan Airport. I omgivningarna runt Sampit H. Asan Airport växer i huvudsak städsegrön lövskog.